# Нггела (пролив)
Пролив Нггела (англ. Nggela Channel) разделяет мыс Тайву острова Гуадалканал и Флоридские острова в архипелаге Соломоновых островов. Пространство между указанными объектами в нескольких местах продольно пересечено рифами, которые формируют собой границы сразу трёх мелких проливов: Нггела, Силарк и Ленго. Пролив Нггела самый северный из них. Эти проливы соединяют между собой более крупные проливы Железных днищ и Индиспенсейбл.